# Theodor Gebre Selassie
Theodor Gebre Selassie, noto anche col diminutivo Theo Gebre Selassie (Třebíč, 24 dicembre 1986), è un ex calciatore ceco, di origini etiopi da parte di padre, ceche da parte di madre, di ruolo difensore.

## Carriera

### Club
Cresciuto calcisticamente nel Velké Meziříčí e nel Vysočina Jihlava, nel 2007 passa ai cechi dello Slavia Praga, con cui colleziona 9 presenze nella Gambrinus Liga 2007-2008, vinta proprio dai biancorossi. Con la squadra praghese debutta anche nelle competizioni UEFA per club il 12 agosto 2008, durante la partita di Champions League contro la Fiorentina. Nella stagione seguente viene acquistato dallo Slovan Liberec.
Il 15 ottobre 2011, durante la partita tra Sparta Praga e Slovan Liberec (0-3), Gebre Selassie è stato fischiato durante parte dell'incontro e ha subito insulti razzisti: la commissione disciplinare della Gambrinus Liga ha sanzionato pecuniariamente la società granata con un'ammenda di 40.000 corone ceche (pari a circa 1.500 euro).
In totale, con la squadra biancazzurra, disputa 107 partite, di cui 99 in campionato (segnando 8 reti), 4 in Europa League e 4 nella Coppa nazionale.
Il 22 giugno 2012, tramite un comunicato apparso sul proprio sito ufficiale, il Werder Brema annuncia di aver trovato l'accordo per il passaggio del calciatore ceco al club tedesco; il terzino destro della Nazionale firma un contratto quadriennale fino al 30 giugno 2016. Fa il suo esordio con la società biancoverde il 24 agosto seguente, in occasione della trasferta di Dortmund contro il Borussia terminata con la sconfitta per 2-1; in questo match Gebre Selassie segna la rete del momentaneo 1-1. Nella sua prima stagione con la maglia biancoverde gioca 27 partite in Bundesliga (di cui 24 da primo minuto) e 1 in Coppa di Germania.
Segna il suo primo gol nell'edizione 2013-2014 della Bundesliga il 26 aprile 2014, in occasione della partita in trasferta persa contro il Bayern per 5-2.

### Nazionale
Primo calciatore nero ad indossare la maglia della Nazionale ceca, viene convocato dal commissario tecnico Michal Bílek per disputare la fase finale dell'Europeo 2012 di Polonia ed Ucraina dopo aver giocato alcune partite del turno di qualificazione. L'8 giugno 2012 esordisce da titolare nella prima partita del girone persa per 4-1 contro la Russia. La Repubblica Ceca si classifica al primo posto del girone A e accede ai quarti di finale della competizione dove incontra il Portogallo. La partita si gioca il 21 giugno seguente e vede la vittoria per 1-0 da parte della nazionale portoghese, che accede così alle semifinali ed elimina definitivamente la Cechia.
Segna il suo primo gol con la maglia della Nazionale il 12 ottobre 2012, in occasione della partita valevole per le qualificazioni al Mondiale 2014 giocata allo Stadio města Plzně contro la Nazionale maltese e vinta per 3-1.
Viene convocato per gli Europei 2016 in Francia.

## Statistiche

### Presenze e reti nei club
Statistiche aggiornate al 10 dicembre 2017.
| Stagione              | Squadra               | Campionato            | Campionato | Campionato | Coppe nazionali | Coppe nazionali | Coppe nazionali | Coppe internazionali | Coppe internazionali | Coppe internazionali | Altre coppe | Altre coppe | Altre coppe | Totale | Totale |
| Stagione              | Squadra               | Comp                  | Pres       | Reti       | Comp            | Pres            | Reti            | Comp                 | Pres                 | Reti                 | Comp        | Pres        | Reti        | Pres   | Reti   |
| --------------------- | --------------------- | --------------------- | ---------- | ---------- | --------------- | --------------- | --------------- | -------------------- | -------------------- | -------------------- | ----------- | ----------- | ----------- | ------ | ------ |
| 2005-2006             | Velké Meziříčí        | 4L                    | 8          | 0          | CR              | 0               | 0               | -                    | -                    | -                    | -           | -           | -           | 8      | 0      |
| 2006-2007             | Vysočina Jihlava      | DL                    | 11         | 1          | CR              | 0               | 0               | -                    | -                    | -                    | -           | -           | -           | 11     | 1      |
| 2007-2008             | Slavia Praga          | GL                    | 9          | 0          | CR              | 0               | 0               | -                    | -                    | -                    | -           | -           | -           | 9      | 0      |
| ago. 2008             | Slavia Praga          | GL                    | 2          | 0          | CR              | 0               | 0               | UCL                  | 1                    | 0                    | -           | -           | -           | 3      | 0      |
| Totale Slavia Praga   | Totale Slavia Praga   | Totale Slavia Praga   | 11         | 0          |                 | 0               | 0               |                      | 1                    | 0                    |             | -           | -           | 12     | 0      |
| 2008-2009             | Slovan Liberec        | GL                    | 23         | 1          | CR              | 0               | 0               | -                    | -                    | -                    | -           | -           | -           | 23     | 1      |
| 2009-2010             | Slovan Liberec        | GL                    | 17         | 2          | CR              | 0               | 0               | UEL                  | 4                    | 0                    | -           | -           | -           | 21     | 2      |
| 2010-2011             | Slovan Liberec        | GL                    | 29         | 0          | CR              | 0               | 0               | -                    | -                    | -                    | -           | -           | -           | 29     | 0      |
| 2011-2012             | Slovan Liberec        | GL                    | 30         | 5          | CR              | 4               | 0               | -                    | -                    | -                    | -           | -           | -           | 34     | 5      |
| Totale Slovan Liberec | Totale Slovan Liberec | Totale Slovan Liberec | 99         | 8          |                 | 4               | 0               |                      | 4                    | 0                    |             | -           | -           | 107    | 8      |
| 2012-2013             | Werder Brema          | BL                    | 27         | 1          | CG              | 1               | 0               | -                    | -                    | -                    | -           | -           | -           | 28     | 1      |
| 2013-2014             | Werder Brema          | BL                    | 29         | 2          | CG              | 1               | 0               | -                    | -                    | -                    | -           | -           | -           | 30     | 2      |
| 2014-2015             | Werder Brema          | BL                    | 26         | 3          | CG              | 2               | 0               | -                    | -                    | -                    | -           | -           | -           | 28     | 3      |
| 2015-2016             | Werder Brema          | BL                    | 33         | 1          | CG              | 5               | 0               | -                    | -                    | -                    | -           | -           | -           | 38     | 1      |
| 2016-2017             | Werder Brema          | BL                    | 30         | 5          | CG              | 1               | 0               | -                    | -                    | -                    | -           | -           | -           | 31     | 5      |
| 2017-2018             | Werder Brema          | BL                    | 32         | 3          | CG              | 4               | 0               | -                    | -                    | -                    | -           | -           | -           | 36     | 1      |
| 2018-2019             | Werder Brema          | BL                    | 32         | 3          | CG              | 4               | 0               | -                    | -                    | -                    | -           | -           | -           | 36     | 3      |
| 2019-2020             | Werder Brema          | BL                    | 30         | 2          | CG              | 2               | 0               | -                    | -                    | -                    | -           | -           | -           | 32     | 2      |
| 2020-2021             | Werder Brema          | BL                    | 33         | 3          | CG              | 5               | 1               | -                    | -                    | -                    | -           | -           | -           | 38     | 4      |
| Totale Werder Brema   | Totale Werder Brema   | Totale Werder Brema   | 272        | 23         |                 | 25              | 1               |                      | -                    | -                    |             | -           | -           | 297    | 24     |
| Totale carriera       | Totale carriera       | Totale carriera       | 401        | 32         |                 | 29              | 1               |                      | 5                    | 0                    |             | -           | -           | 435    | 33     |

### Cronologia presenze e reti in nazionale
| Cronologia completa delle presenze e delle reti in nazionale ― Rep. Ceca | Cronologia completa delle presenze e delle reti in nazionale ― Rep. Ceca | Cronologia completa delle presenze e delle reti in nazionale ― Rep. Ceca | Cronologia completa delle presenze e delle reti in nazionale ― Rep. Ceca | Cronologia completa delle presenze e delle reti in nazionale ― Rep. Ceca | Cronologia completa delle presenze e delle reti in nazionale ― Rep. Ceca | Cronologia completa delle presenze e delle reti in nazionale ― Rep. Ceca | Cronologia completa delle presenze e delle reti in nazionale ― Rep. Ceca |
| Data                                                                     | Città                                                                    | In casa                                                                  | Risultato                                                                | Ospiti                                                                   | Competizione                                                             | Reti                                                                     | Note                                                                     |
| ------------------------------------------------------------------------ | ------------------------------------------------------------------------ | ------------------------------------------------------------------------ | ------------------------------------------------------------------------ | ------------------------------------------------------------------------ | ------------------------------------------------------------------------ | ------------------------------------------------------------------------ | ------------------------------------------------------------------------ |
| 4-6-2011                                                                 | Matsumoto                                                                | Rep. Ceca                                                                | 0 – 0                                                                    | Perù                                                                     | Kirin Cup                                                                | -                                                                        | 46’                                                                      |
| 7-6-2011                                                                 | Yokohama                                                                 | Giappone                                                                 | 0 – 0                                                                    | Rep. Ceca                                                                | Kirin Cup                                                                | -                                                                        | 46’                                                                      |
| 6-9-2011                                                                 | Praga                                                                    | Rep. Ceca                                                                | 4 – 0                                                                    | Ucraina                                                                  | Amichevole                                                               | -                                                                        | 60’                                                                      |
| 7-10-2011                                                                | Praga                                                                    | Rep. Ceca                                                                | 0 – 2                                                                    | Spagna                                                                   | Qual. Euro 2012                                                          | -                                                                        |                                                                          |
| 11-10-2011                                                               | Kaunas                                                                   | Lituania                                                                 | 1 – 4                                                                    | Rep. Ceca                                                                | Qual. Euro 2012                                                          | -                                                                        |                                                                          |
| 11-11-2011                                                               | Praga                                                                    | Rep. Ceca                                                                | 2 – 0                                                                    | Montenegro                                                               | Qual. Euro 2012                                                          | -                                                                        |                                                                          |
| 15-11-2011                                                               | Podgorica                                                                | Montenegro                                                               | 0 – 1                                                                    | Rep. Ceca                                                                | Qual. Euro 2012                                                          | -                                                                        |                                                                          |
| 29-2-2012                                                                | Dublino                                                                  | Irlanda                                                                  | 1 – 1                                                                    | Rep. Ceca                                                                | Amichevole                                                               | -                                                                        | 67’                                                                      |
| 26-5-2012                                                                | Hartberg                                                                 | Israele                                                                  | 1 – 2                                                                    | Rep. Ceca                                                                | Amichevole                                                               | -                                                                        | 46’                                                                      |
| 1-6-2012                                                                 | Praga                                                                    | Rep. Ceca                                                                | 1 – 2                                                                    | Ungheria                                                                 | Amichevole                                                               | -                                                                        |                                                                          |
| 8-6-2012                                                                 | Breslavia                                                                | Russia                                                                   | 4 – 1                                                                    | Rep. Ceca                                                                | Euro 2012 - 1º turno                                                     | -                                                                        |                                                                          |
| 12-6-2012                                                                | Breslavia                                                                | Grecia                                                                   | 1 – 2                                                                    | Rep. Ceca                                                                | Euro 2012 - 1º turno                                                     | -                                                                        |                                                                          |
| 16-6-2012                                                                | Breslavia                                                                | Rep. Ceca                                                                | 1 – 0                                                                    | Polonia                                                                  | Euro 2012 - 1º turno                                                     | -                                                                        |                                                                          |
| 21-6-2012                                                                | Varsavia                                                                 | Rep. Ceca                                                                | 0 – 1                                                                    | Portogallo                                                               | Euro 2012 - Quarti di finale                                             | -                                                                        |                                                                          |
| 15-8-2012                                                                | Leopoli                                                                  | Ucraina                                                                  | 0 – 0                                                                    | Rep. Ceca                                                                | Amichevole                                                               | -                                                                        | 78’                                                                      |
| 8-9-2012                                                                 | Copenaghen                                                               | Danimarca                                                                | 0 – 0                                                                    | Rep. Ceca                                                                | Qual. Mondiali 2014                                                      | -                                                                        |                                                                          |
| 12-10-2012                                                               | Plzeň                                                                    | Rep. Ceca                                                                | 3 – 1                                                                    | Malta                                                                    | Qual. Mondiali 2014                                                      | 1                                                                        |                                                                          |
| 16-10-2012                                                               | Praga                                                                    | Rep. Ceca                                                                | 0 – 0                                                                    | Bulgaria                                                                 | Qual. Mondiali 2014                                                      | -                                                                        | 83’                                                                      |
| 14-11-2012                                                               | Olomouc                                                                  | Rep. Ceca                                                                | 3 – 0                                                                    | Slovacchia                                                               | Amichevole                                                               | -                                                                        |                                                                          |
| 6-2-2013                                                                 | Istanbul                                                                 | Turchia                                                                  | 0 – 2                                                                    | Rep. Ceca                                                                | Amichevole                                                               | -                                                                        |                                                                          |
| 22-3-2013                                                                | Olomouc                                                                  | Rep. Ceca                                                                | 0 – 3                                                                    | Danimarca                                                                | Qual. Mondiali 2014                                                      | -                                                                        |                                                                          |
| 26-3-2013                                                                | Erevan                                                                   | Armenia                                                                  | 0 – 3                                                                    | Rep. Ceca                                                                | Qual. Mondiali 2014                                                      | -                                                                        |                                                                          |
| 7-6-2013                                                                 | Praga                                                                    | Rep. Ceca                                                                | 0 – 0                                                                    | Italia                                                                   | Qual. Mondiali 2014                                                      | -                                                                        |                                                                          |
| 14-8-2013                                                                | Budapest                                                                 | Ungheria                                                                 | 1 – 1                                                                    | Rep. Ceca                                                                | Amichevole                                                               | -                                                                        |                                                                          |
| 6-9-2013                                                                 | Praga                                                                    | Rep. Ceca                                                                | 1 – 2                                                                    | Armenia                                                                  | Qual. Mondiali 2014                                                      | -                                                                        |                                                                          |
| 10-9-2013                                                                | Torino                                                                   | Italia                                                                   | 2 – 1                                                                    | Rep. Ceca                                                                | Qual. Mondiali 2014                                                      | -                                                                        | 77’                                                                      |
| 15-11-2013                                                               | Olomouc                                                                  | Rep. Ceca                                                                | 2 – 0                                                                    | Canada                                                                   | Amichevole                                                               | -                                                                        |                                                                          |
| 5-3-2014                                                                 | Praga                                                                    | Rep. Ceca                                                                | 2 – 2                                                                    | Norvegia                                                                 | Amichevole                                                               | -                                                                        |                                                                          |
| 28-3-2015                                                                | Praga                                                                    | Rep. Ceca                                                                | 1 – 1                                                                    | Lettonia                                                                 | Qual. Euro 2016                                                          | -                                                                        |                                                                          |
| 31-3-2015                                                                | Žilina                                                                   | Slovacchia                                                               | 1 – 0                                                                    | Rep. Ceca                                                                | Amichevole                                                               | -                                                                        |                                                                          |
| 6-9-2015                                                                 | Riga                                                                     | Lettonia                                                                 | 1 – 2                                                                    | Rep. Ceca                                                                | Qual. Euro 2016                                                          | -                                                                        |                                                                          |
| 13-10-2015                                                               | Amsterdam                                                                | Paesi Bassi                                                              | 2 – 3                                                                    | Rep. Ceca                                                                | Qual. Euro 2016                                                          | -                                                                        |                                                                          |
| 29-3-2016                                                                | Stoccolma                                                                | Svezia                                                                   | 1 – 1                                                                    | Rep. Ceca                                                                | Amichevole                                                               | -                                                                        |                                                                          |
| 27-5-2016                                                                | Kufstein                                                                 | Rep. Ceca                                                                | 6 – 0                                                                    | Malta                                                                    | Amichevole                                                               | -                                                                        |                                                                          |
| 1-6-2016                                                                 | Innsbruck                                                                | Rep. Ceca                                                                | 2 – 1                                                                    | Russia                                                                   | Amichevole                                                               | -                                                                        |                                                                          |
| 5-6-2016                                                                 | Praga                                                                    | Rep. Ceca                                                                | 1 – 2                                                                    | Corea del Sud                                                            | Amichevole                                                               | -                                                                        | 25’, 60’                                                                 |
| 13-6-2016                                                                | Tolosa                                                                   | Spagna                                                                   | 1 – 0                                                                    | Rep. Ceca                                                                | Euro 2016 - 1º turno                                                     | -                                                                        |                                                                          |
| 11-10-2016                                                               | Ostrava                                                                  | Rep. Ceca                                                                | 0 – 0                                                                    | Azerbaigian                                                              | Qual. Mondiali 2018                                                      | -                                                                        |                                                                          |
| 15-11-2016                                                               | Praga                                                                    | Rep. Ceca                                                                | 1 – 1                                                                    | Danimarca                                                                | Amichevole                                                               | -                                                                        |                                                                          |
| 22-3-2017                                                                | Praga                                                                    | Rep. Ceca                                                                | 3 – 0                                                                    | Lituania                                                                 | Amichevole                                                               | -                                                                        |                                                                          |
| 26-3-2017                                                                | Serravalle                                                               | San Marino                                                               | 0 – 6                                                                    | Rep. Ceca                                                                | Qual. Mondiali 2018                                                      | 1                                                                        |                                                                          |
| 5-6-2017                                                                 | Bruxelles                                                                | Belgio                                                                   | 2 – 1                                                                    | Rep. Ceca                                                                | Amichevole                                                               | -                                                                        |                                                                          |
| 10-6-2017                                                                | Oslo                                                                     | Norvegia                                                                 | 1 – 1                                                                    | Rep. Ceca                                                                | Qual. Mondiali 2018                                                      | 1                                                                        |                                                                          |
| 1-9-2017                                                                 | Praga                                                                    | Rep. Ceca                                                                | 1 – 2                                                                    | Germania                                                                 | Qual. Mondiali 2018                                                      | -                                                                        |                                                                          |
| 4-9-2017                                                                 | Belfast                                                                  | Irlanda del Nord                                                         | 2 – 0                                                                    | Rep. Ceca                                                                | Qual. Mondiali 2018                                                      | -                                                                        |                                                                          |
| 23-3-2018                                                                | Nanning                                                                  | Uruguay                                                                  | 2 – 0                                                                    | Rep. Ceca                                                                | Amichevole                                                               | -                                                                        |                                                                          |
| 26-3-2018                                                                | Nanning                                                                  | Cina                                                                     | 1 – 4                                                                    | Rep. Ceca                                                                | Amichevole                                                               | -                                                                        | 46’                                                                      |
| 6-9-2018                                                                 | Uherské Hradiště                                                         | Rep. Ceca                                                                | 1 – 2                                                                    | Ucraina                                                                  | UEFA Nations League 2018-2019 - 1º turno                                 | -                                                                        | cap.                                                                     |
| 13-10-2018                                                               | Trnava                                                                   | Slovacchia                                                               | 1 – 2                                                                    | Rep. Ceca                                                                | UEFA Nations League 2018-2019 - 1º turno                                 | -                                                                        | 75’                                                                      |
| 16-10-2018                                                               | Kiev                                                                     | Ucraina                                                                  | 1 – 0                                                                    | Rep. Ceca                                                                | UEFA Nations League 2018-2019 - 1º turno                                 | -                                                                        |                                                                          |
| 15-11-2018                                                               | Danzica                                                                  | Polonia                                                                  | 0 – 1                                                                    | Rep. Ceca                                                                | Amichevole                                                               | -                                                                        | 66’                                                                      |
| 19-11-2018                                                               | Praga                                                                    | Rep. Ceca                                                                | 1 – 0                                                                    | Slovacchia                                                               | UEFA Nations League 2018-2019 - 1º turno                                 | -                                                                        | 64’                                                                      |
| 22-3-2019                                                                | Londra                                                                   | Inghilterra                                                              | 5 – 0                                                                    | Rep. Ceca                                                                | Qual. Euro 2020                                                          | -                                                                        |                                                                          |
| 26-3-2019                                                                | Praga                                                                    | Rep. Ceca                                                                | 1 – 3                                                                    | Brasile                                                                  | Amichevole                                                               | -                                                                        | 46’                                                                      |
| Totale                                                                   |                                                                          | Presenze                                                                 | 54                                                                       |                                                                          | Reti                                                                     | 3                                                                        |                                                                          |

## Palmarès

### Club

#### Competizioni nazionali
- Campionato ceco: 2

Slavia Praga: 2007-2008
Slovan Liberec: 2011-2012